# オジバン・ゴメス・シウバ
オジヴァン (Odvan) こと、オジヴァン・ゴメス・シウヴァ（ポルトガル語: Odvan Gomes Silva, 1974年3月26日 - ）は、ブラジル・リオデジャネイロ州出身の元同国代表サッカー選手。ポジションはディフェンダー。

## 経歴
1999年にコパ・アメリカとFIFAコンフェデレーションズカップの2つの大会に出場し、ブラジル代表として12試合に出場した。